# Mardaman
Mardaman est une ancienne ville du Nord de la Mésopotamie, Irak actuel, dont les ruines se trouvent sur le site archéologique de Bassekti.
La première attestation connue de cette ville provient d'un poème akkadien du IIe millénaire av. J.-C., dans lequel apparaît également le nom de son roi, Duhsusu, ainsi que ceux de plusieurs autres villes liguées lors d'une « Grande révolte » contre le roi akkadien Naram-Sin (2260-2223 av. J.-C.).
L'emplacement exact de Mardaman est découvert en mai 2018, après le déchiffrement des inscriptions d'un ensemble de 92 tablettes cunéiformes assyriennes datant de 1250 av. J.-C. cachées dans un vase d'argile, trouvées dans lors des fouilles du palais du gouverneur assyrien Assur-nasir au printemps 2017 par les archéologues de l'université de Tübingen. Cette découverte, faite dans le petit village irakien de Bassetki (en), en fait l'emplacement de l'antique Mardaman, dans la province de Dahuk, au Kurdistan irakien.
D'autres inscriptions indiquent que pendant le Bronze moyen, la cité envoie des émissaires à la cour du roi de Mari, Yahdun-Lim (1810–1794 av. J.-C.), ville de la région conquise par le roi assyrien Shamshi-Adad I (1796–1775 av. J.-C.) ; ce dernier avait nommé son fils Yasmah-Addu vice-roi assyrien à Mari.
Sous le règne de Zimrî-Lîm (1774–1762 av. J.-C.), roi de Mari, on connaît une lettre jamais envoyée, dont le destinataire était Tish-Ulme, futur roi de Mardaman, lui demandant l'envoi d'un représentant, loyal au roi de Mari. On trouve encore d'autres mentions qui indiquent que Mardaman fut conquise à plusieurs reprises.
Antérieurement aux découvertes de 2016, le site de Bassekti était connu dans les recherches sur l'Antiquité mésopotamienne parce qu'il avait été le lieu de découverte en 1975 d'un base de statue en alliage cuivreux représentant un personnage nu assis, datée du règne de  Naram-Sin d'Akkad.